# 쿠도 모바일
쿠도 모바일(Koodo Mobile)은 캐나다의 저가 이동통신 사업자이다.
2008년, 캐나다 최대 이동통신 사업자 텔러스 사가 설립했다. 광고 모델들이 문자 메시지를 보내거나 전화 통화를 하면서 에어로빅을 하는 텔레비전 광고로 잘 알려져 있다.

## 역사
쿠도 모바일은 2008년 캐나다에서 서비스를 시작했다. 쿠도(Koodo)라는 이름은 사람이 입을 열고 음식을 먹는 모양을 알파벳으로 형상화했다.

## 같이 보기
- 텔러스